# クパチーノ効果
クパチーノ効果（クパチーノこうか、英語: Cupertino effect）は、スペルチェッカが綴りの間違っている単語やスペルチェッカの辞書にない単語を誤った単語に置き換える傾向である。
この効果は英語のcooperationという単語（協力、協同といった意味）が古いスペルチェッカの辞書においてハイフンつきのco-operationという形でしか収録されていないことから、スペルチェッカがcooperationを辞書にあるCupertinoに置き換えてしまう現象について言及している。Cupertino（クパチーノ）はカリフォルニア州の町であり、Appleの換喩としてよく使われる。
Cupertinoという単語は少なくとも1989年にはMicrosoft Wordに使われる辞書に存在していた。スペルチェッカを使用した後の編集に不用心でいると、「南アジア地域クパチーノ協会」（South Asian Association for Regional Cupertino）や「アフリカ＝ドイツのクパチーノに関するプレゼンテーション」（presentation on African-German Cupertino）といった意味のおかしい文章が残ってしまう。
Thinkmap社のベンジャミン・ジマーとペンシルベニア大学は似たような間違いを多く収集しており、例えばdefinatelyがdefinitely（間違いなく）ではなくdefiantly（反抗的に）に修正され、ニューヨーク・タイムズ紙でDeMeco RyansがDemerolに修正され、ザ・デンバー・ポストでVoldemortがVoltmeterに修正され、ロイター社の記事でMuttahida Qaumi MovementがMuttonhead Quail Movementに修正されている。
このような間違いが現れるにあたって、ユーザーが間違った単語を明示的に選ぶ必要はない。例えば、WordPerfect 9は既定で、識別できない単語に綴りの近い既知の単語が1つしかない場合はその単語を置換する。Microsoft Wordのより新しいバージョンでは綴りが間違っている単語を自動修正する機能がついており、辞書機能つきソフトウェアキーボードのあるスマートフォンでも同様の機能が存在する。